# Kaisei (Kanagawa)
Kaisei (jap. 開成町 Kaisei-machi) – miasto w Japonii, na wyspie Honsiu, w prefekturze Kanagawa. Według danych na rok 2020 miejscowość zamieszkiwało 18 333 mieszkańców , a gęstość zaludnienia wyniosła 2798,9 os./km².